# 突尼西亞人權聯盟
突尼西亞人權聯盟（突尼西亞阿拉伯語：‎）是突尼西亞的一個人權關注組織，宗旨是捍衛突尼西亞人民的天賦權利。組織簡稱為LTDH。

## 成立
組織早於1976年成立，但是因為在突尼西亞，此類組織需要得到政府的認可才可以成立，所以它的官方成立時間為1977年5月。

## 成員
組織的早期骨幹成員包括聯合國人權獎得主艾瑪。組織在1982年有約1000名成員，至1985年則增加至3000人。四名骨幹成員成為了1987年突尼西亞政府的部長級官員。

## 國際認同
組織在2015年以突尼西亞全國對話四方集團其中一員的身份，得到了諾貝爾和平獎。